# Karl von Lindenau
Karl Wolfgang Freiherr von Lindenau (* 7. März 1857 auf Pohlhof, Altenburg; † 21. Dezember 1909 in Altenburg) war ein deutscher Diplomat.

## Leben
Karl von Lindenau war Sohn des Legationsrats Emil von Lindenau auf Pohlhof und der Anna geb. Freiin von Stein zu Kochberg. Nach dem Besuch der Ritterakademie Liegnitz studierte er an der Rheinischen Friedrich-Wilhelms-Universität Bonn. 1877 wurde er Mitglied des Corps Borussia Bonn. Er trat in den diplomatischen Dienst ein. Nach Entsendungen an die diplomatischen Vertretungen in Paris, Konstantinopel, Rom und München war er zuletzt 
als a.o. Gesandter und Vortragender Rat im Auswärtigen Amt in Berlin tätig. Er starb unverheiratet.

## Auszeichnungen
- Ernennung zum Geheimen Legationsrat
- Ernennung zum Wirklichen Legationsrat[2]
- Verleihung des Titels Exzellenz[3]